# Parque de Bolívar (Cartago)
El parque de Bolívar es el parque principal de la ciudad colombiana de Cartago (Valle del Cauca), situado en su zona céntrica. Su nombre es en homenaje al Libertador Simón Bolívar.

## Ubicación
Se encuentra ubicado entre las carreras cuarta y quinta y las calles once y doce.
El parque es visitado por el público en general, todos los días.
Estatus: Espacio público del Municipio de Cartago.

## Historia
La historia de Cartago gira en torno a este parque conocido inicialmente como Plaza Mayor, desde el año de 1691 en que fue reubicada la ciudad y fue el punto de expansión de la ciudad. La vía principal era la Calle Real, que pasaba por uno de los costados del parque, conocida hoy en día como carrera 4 (la vía más larga de la localidad). A principios del siglo XX, el parque estaba delimitado por una reja de hierro, que ahora bordea el Cementerio Central. Toda la actividad económica del municipio se llevaba a cabo en este lugar. También fue un importante sitio de encuentro cultural, con sus presentaciones de retreta, sus conciertos, cuenteros, y demás presentaciones que engalanaban las tardes cartagüeñas.
Fue llamado Plaza José Francisco Pereira hasta el año de 1925, año en que fue instalada la estatua del Libertador Simón Bolívar.

## Extensión
El parque equivale a una manzana, correspondiente a unos 6400 m² distribuidos entre zonas pavimentadas y verdes, que poseen una densa y variada arborización, con algunas especies de animales. El parque está localizado a una altura sobre el nivel de mar de 917 metros.

## Clima
Predomina el piso tropical con temperatura promedio 25 °C, humedad relativa del 75%..

## Características
El parque contiene un Monumento al Libertador Simón Bolívar. 
Este espacio urbano es el sitio más importante de la ciudad, además de ser el punto central, concentra algunos símbolos históricos y culturales. A su alrededor se localizan varios sitios emblemáticos: La iglesia de San Jorge, el edificio La Inglesa, el Club Orión y el edificio Peada, donde se hospedó Simón Bolívar el 29 de diciembre de 1829 y permaneció hasta el 4 de enero de 1830 a su paso por Cartago. 
El parque, además está ubicado a pocas cuadras de la Catedral Nuestra Señora del Carmen, de la Casa del Virrey, de la Iglesia de Nuestra Señora de la Pobreza (Templo de San Francisco) y de la Capilla de Guadalupe. También pueden ser apreciadas algunas viejas casonas que en el pasado conformaron el sector residencial más lujoso del Centro, y que ahora forman parte del centro histórico, al igual que todo el comercio que se localiza en su perímetro.
El parque es frecuentado por centenares de personas diariamente, que disfrutan de su frescura y de los animales que se encuentra en él, principalmente palomas, iguanas y ardillas.

## Galería de imágenes

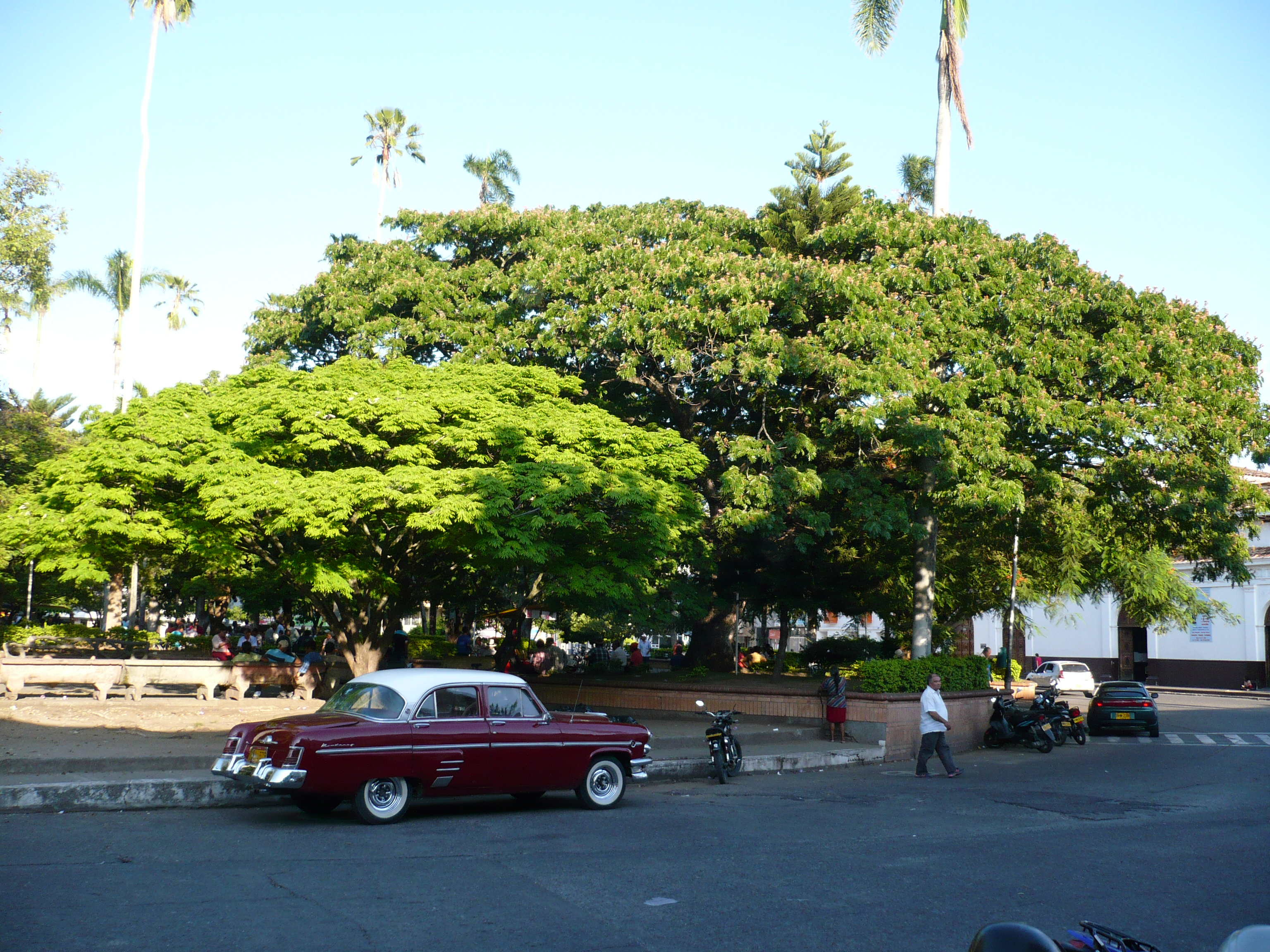
Parque, Cl 12 con Cra 5.
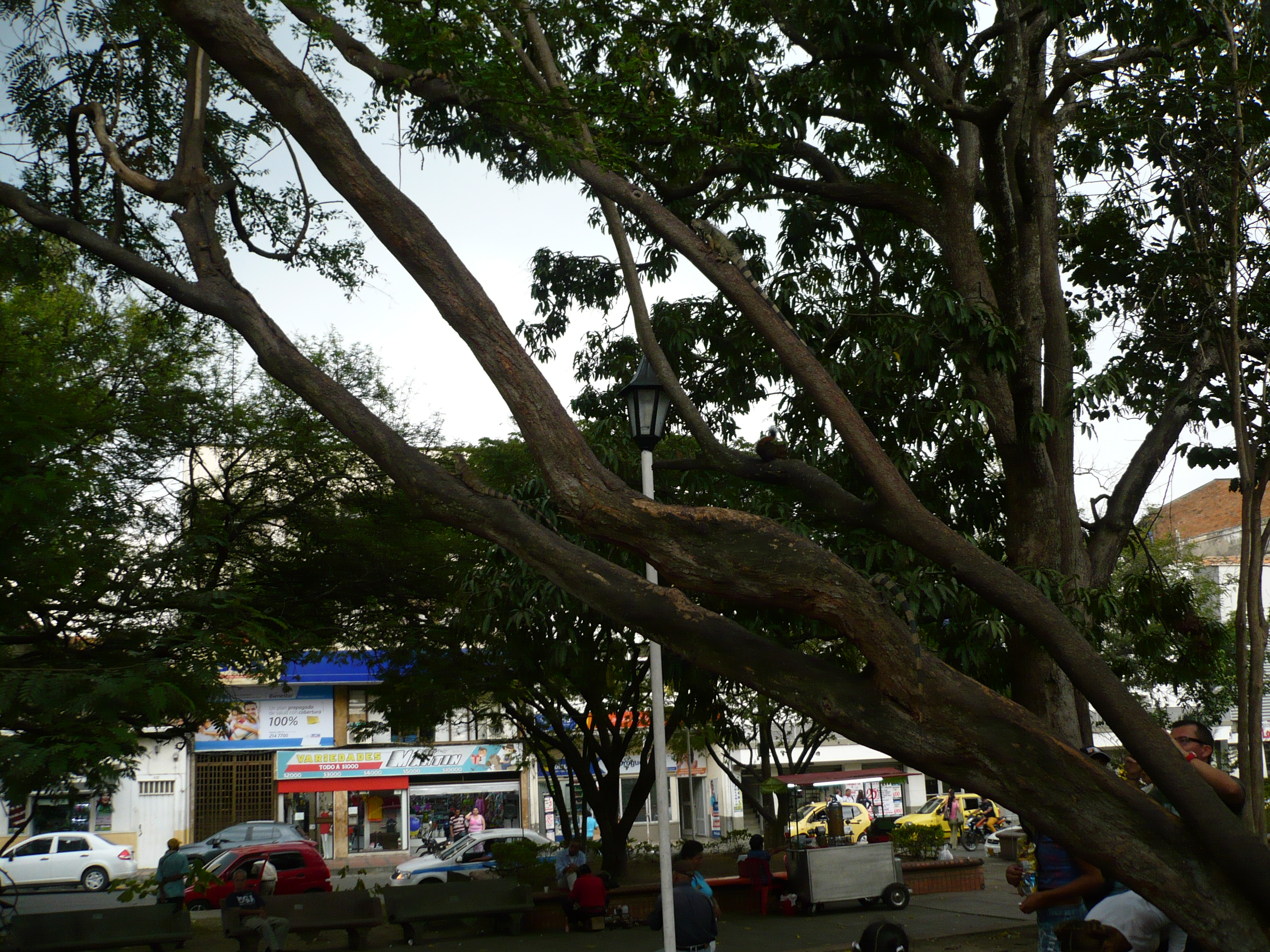
Parque Bolívar.
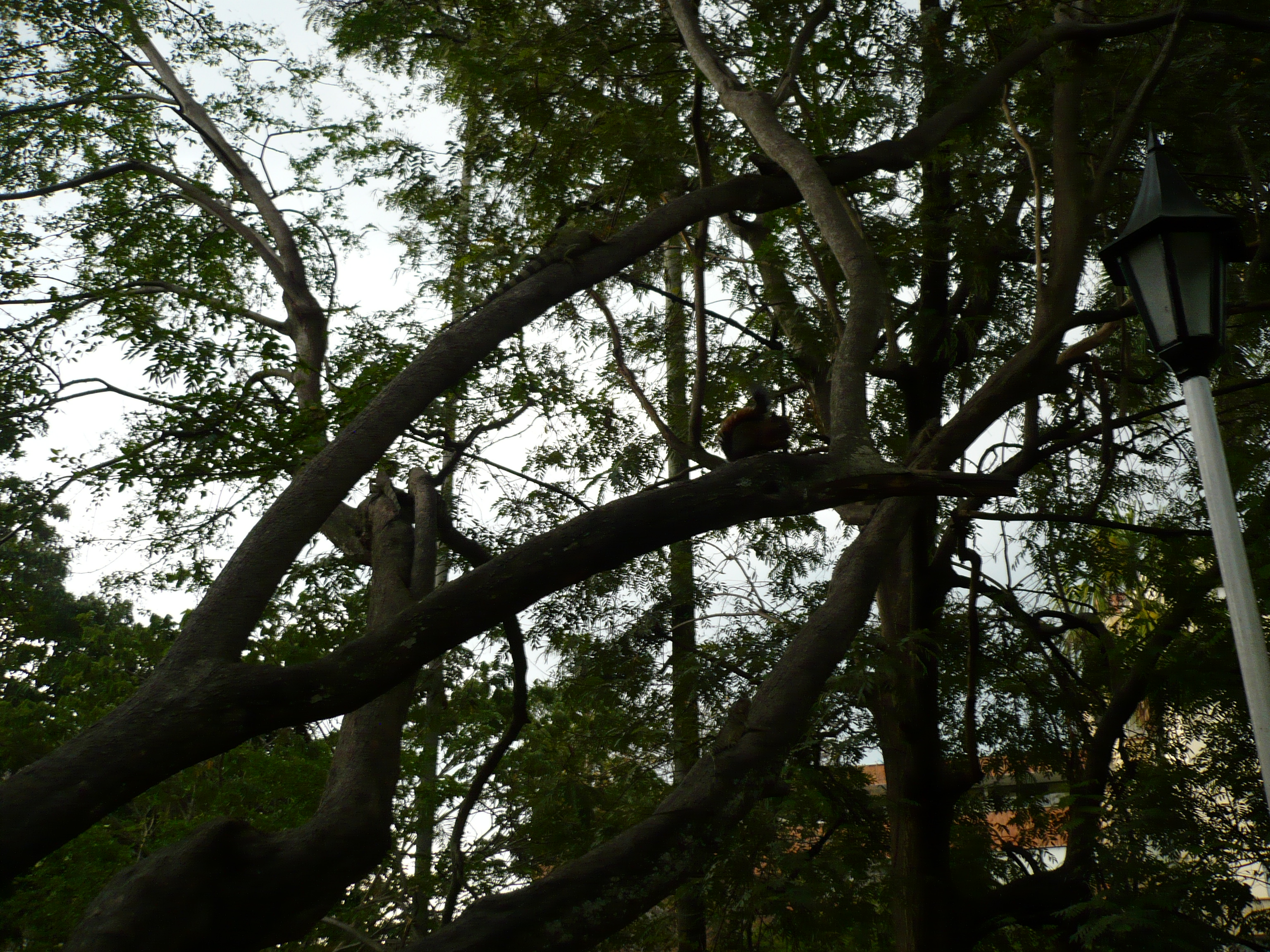
Parque Bolívar.
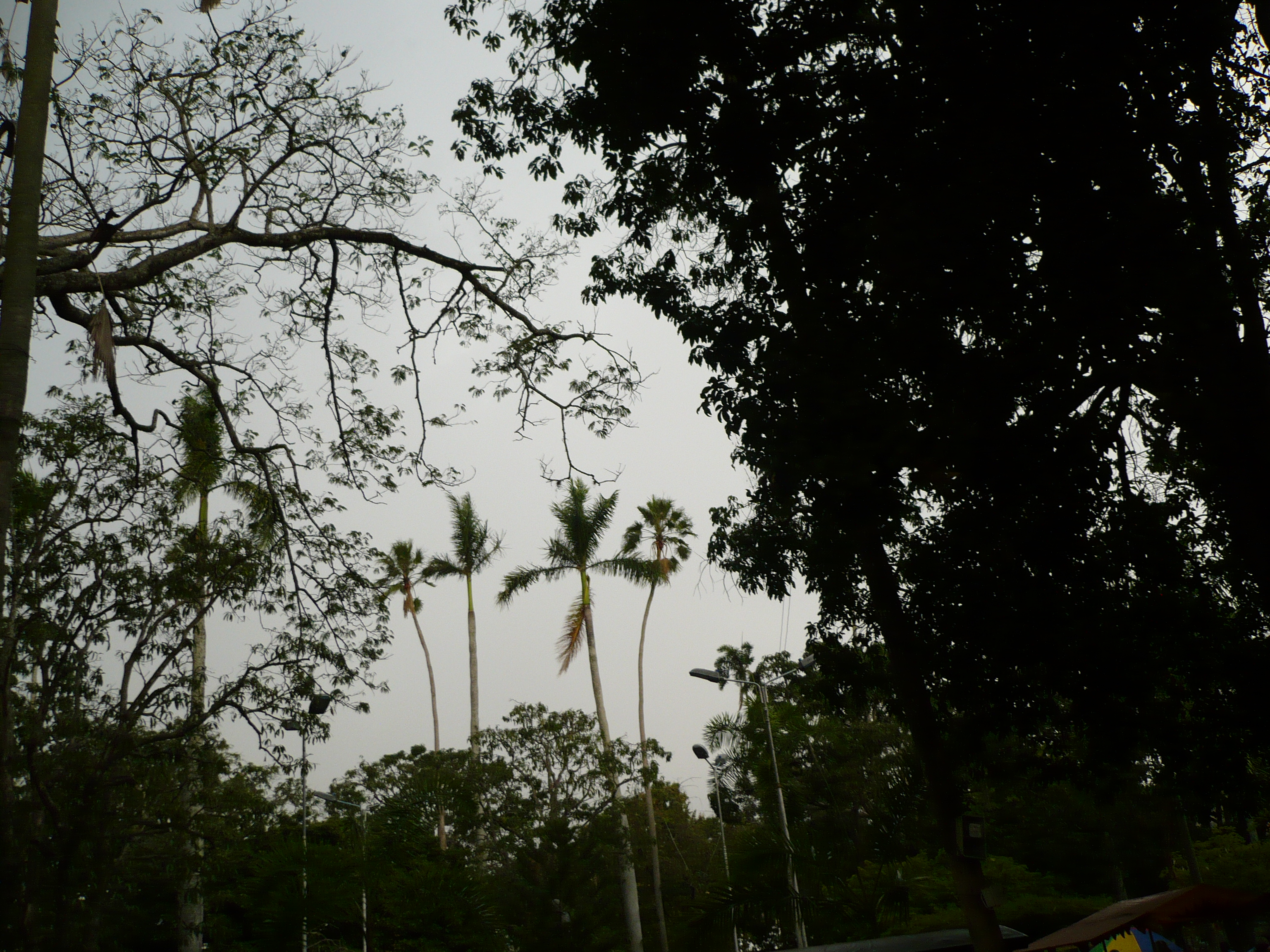
Parque Bolívar.
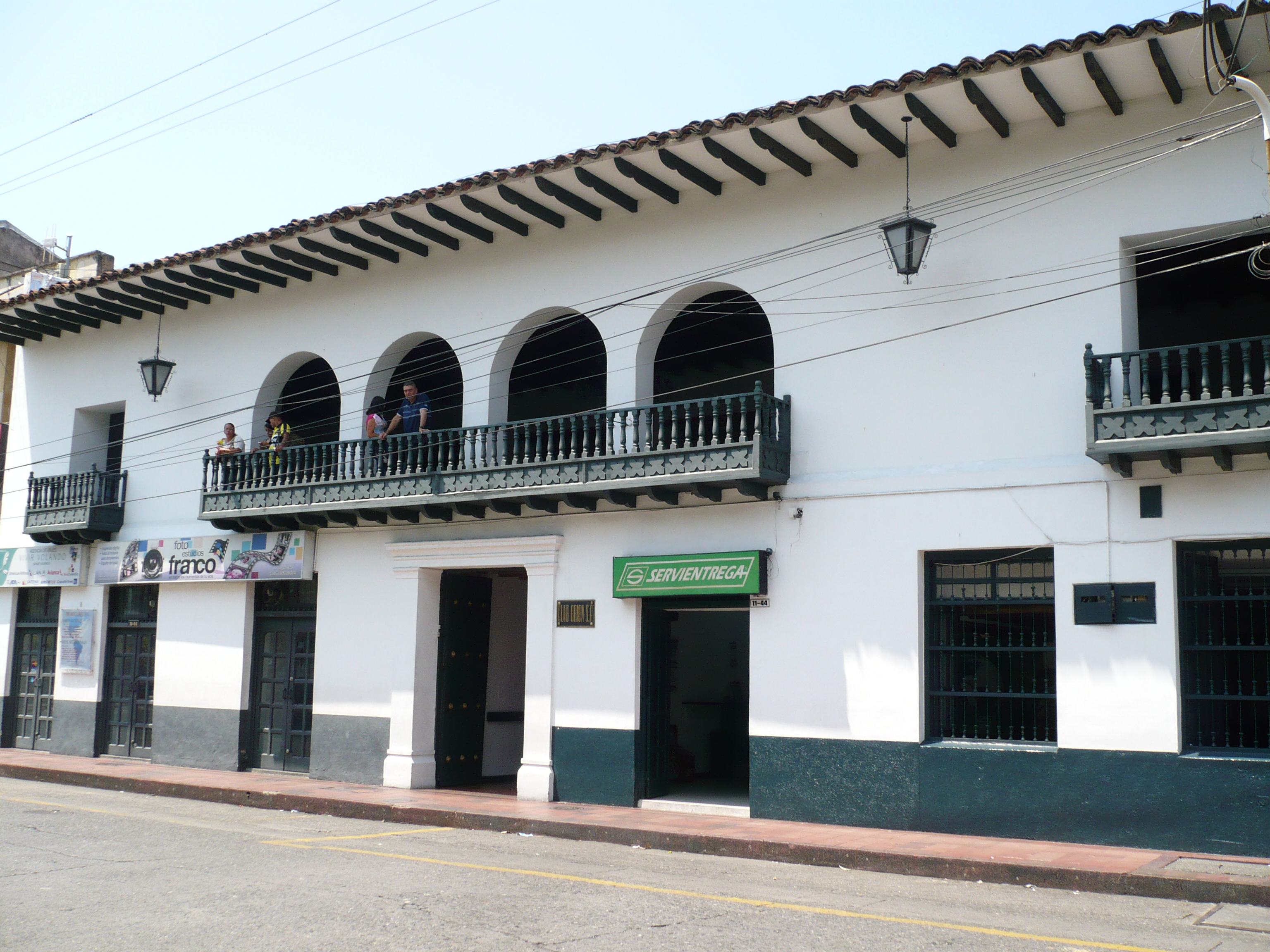
Casa colonial del parque.
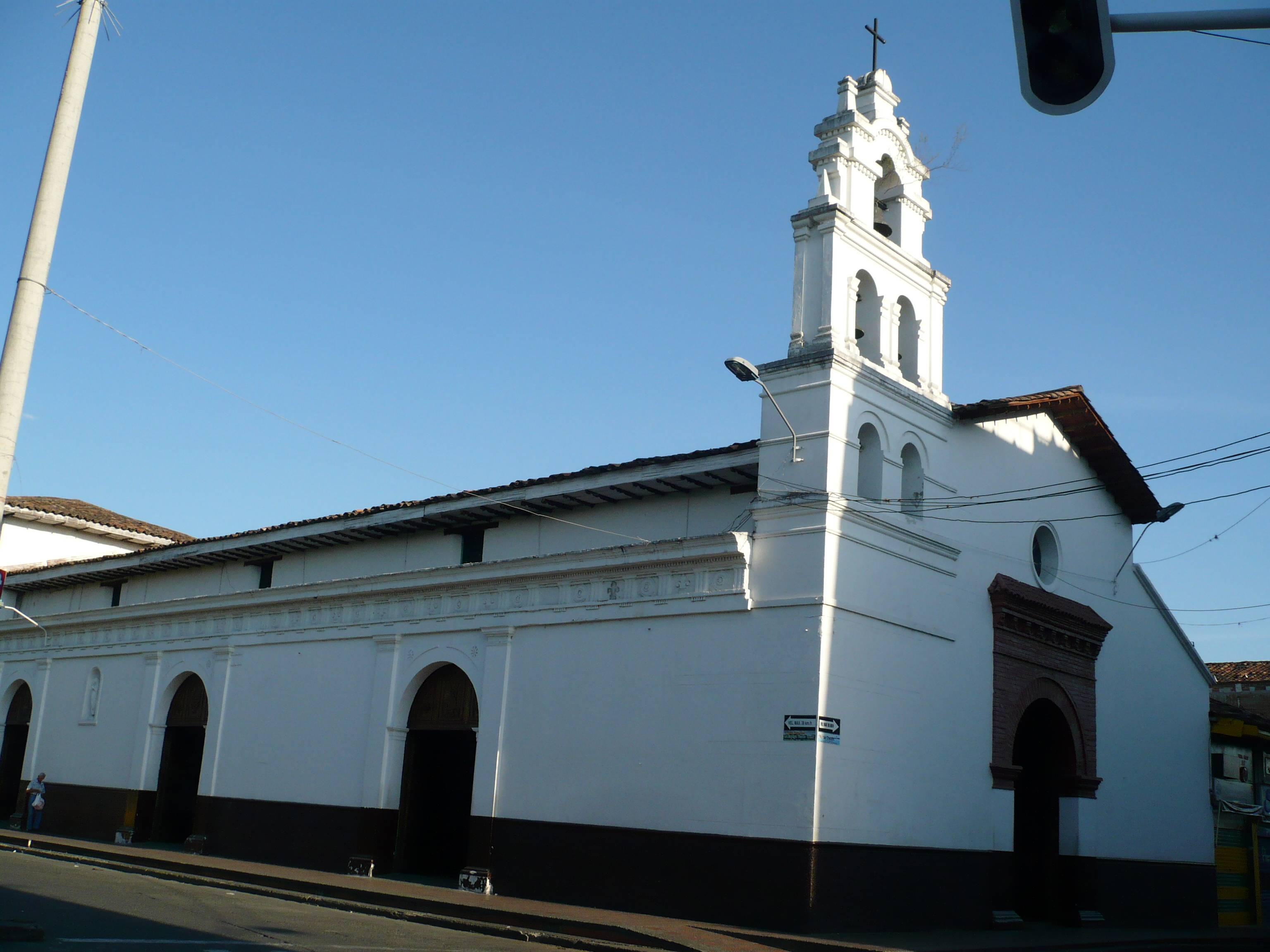
Iglesia San Jorge.
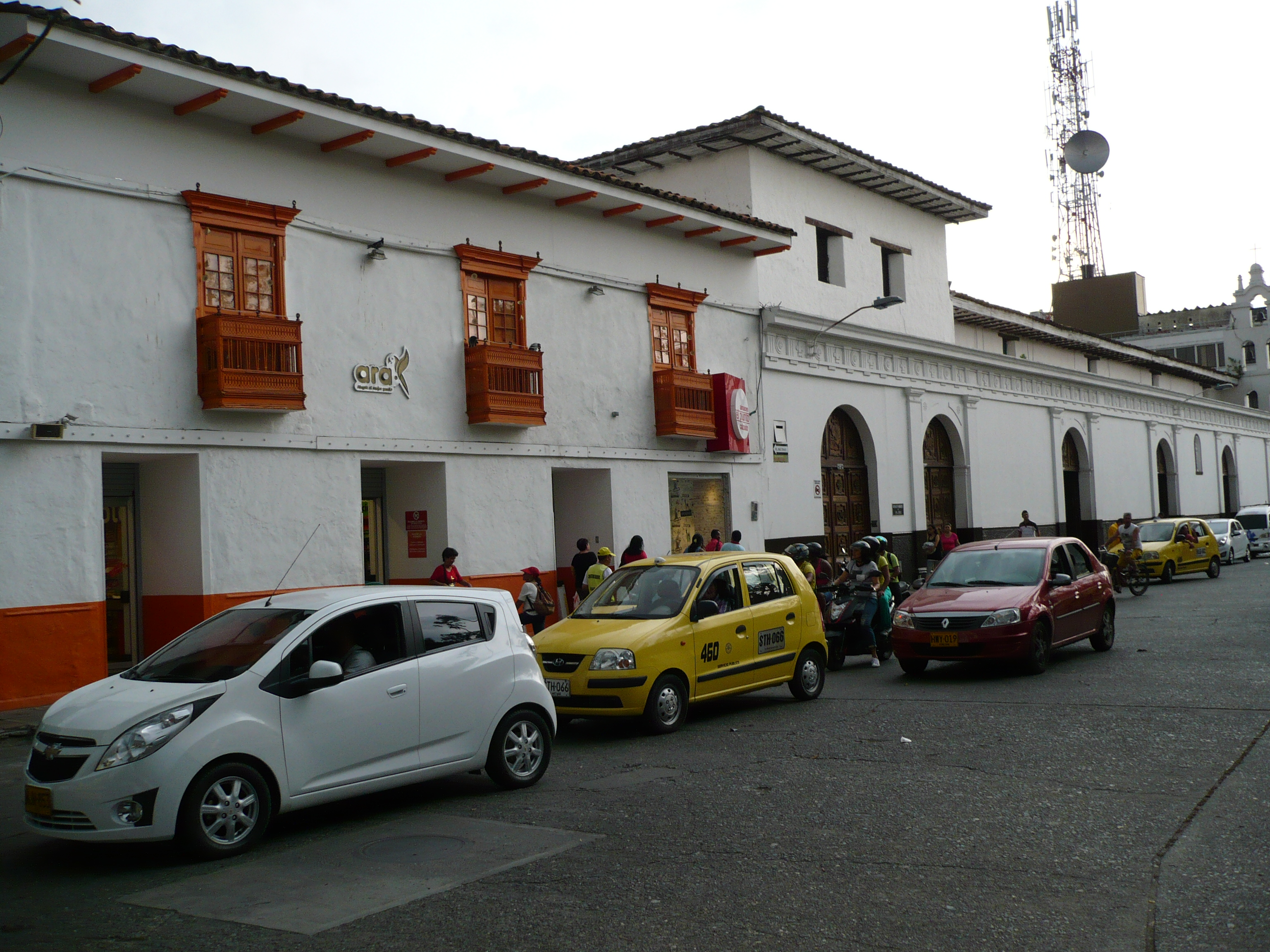
Iglesia San Jorge.